# グアスタッラ
グアスタッラ（伊: Guastalla）は、イタリア共和国エミリア＝ロマーニャ州レッジョ・エミリア県の都市であり、その周辺地域を含む人口約15,000人の基礎自治体（コムーネ）。
中世にポー川河畔に築かれた城砦を起源とする。ルネサンス期にはグアスタッラ公国の首都として、ゴンザーガ家（マントヴァ公爵家の傍系）の統治下で繁栄した。方言をはじめとする独自の伝統・文化を保っている。

## 地理

### 位置・広がり
レッジョ・エミリア県北部に位置するコムーネ。ポー平原の都市で、ポー川の河畔に所在する。県都レッジョ・エミリアから北へ約25km、マントヴァから南南西へ約28km、パルマから西北西へ約29km離れている。また、モデナからは北西へ約37km、州都ボローニャから北西へ約72km、ピアチェンツァからは西南西へ約77kmの距離にある。

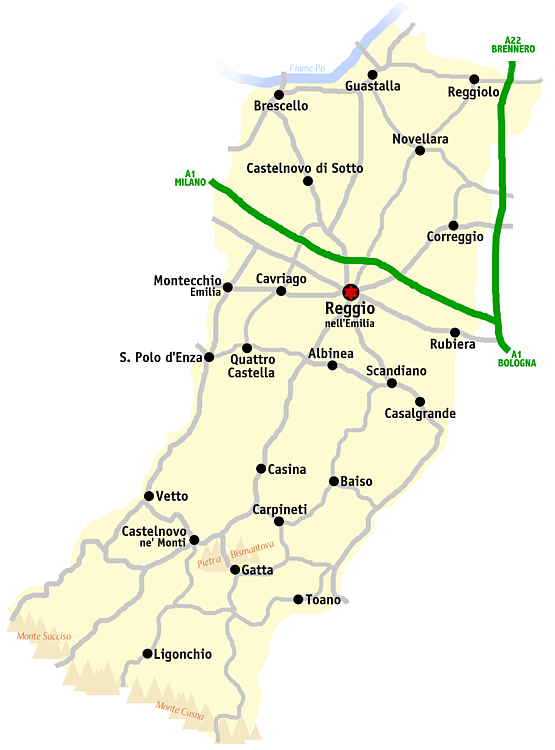
レッジョ・エミリア県概略図

### 隣接コムーネ
隣接するコムーネは以下の通り。括弧内のMNはマントヴァ県所属を示す。
- ルッザーラ - 北東
- レッジョーロ - 東
- ノヴェッラーラ - 南東
- カデルボスコ・ディ・ソプラ - 南
- グアルティエーリ - 南西
- ドーゾロ (MN) - 北西

ポー川対岸のドーゾロとの間は橋で結ばれている。

### 気候分類・地震分類
グアスタッラにおけるイタリアの気候分類 (it) および度日は、zona E, 2438 GGである。
また、イタリアの地震リスク階級 (it) では、zona 3 (sismicità bassa) に分類される。

## 歴史

### 古代から中世盛期
この都市のある地域には、おそらく紀元前7世紀ごろにはエトルリア人が定住していたとみられる。グアラスタッラの都市の名が初めて史料に登場するのは中世初期の864年のことで、イタリア王ロドヴィコ2世が妻のエンゲルベルガに与えた財産の中に、グアスタッラの望楼 "posto di guardia" の名が見られる。ランゴバルド人は、マントヴァを支配した東ローマ帝国に対抗して、この都市を要塞化した。
11世紀、教皇派と皇帝派の争いの中で、グアスタッラはしばしば支配者を変え、さまざまな封建領主が治めた。グアスタッラが都市として重要な役割を演じるようになるのは、カノッサ家 (it:Canossa (famiglia)) の支配下、教区教会（教皇ウルバヌス2世によって司教区が設定された）を中心とする中心市街地が建設されてからで、ポー川に面した肥沃な土地を擁し、ポー川の渡渉点としてその戦略的な位置が着目されるようになった。1102年、トスカーナ女伯マティルデ・ディ・カノッサは、グアスタッラをピアチェンツァのサン・シスト修道院に寄進した。その後この都市はクレモナ市や、コッレッジョの僭主（シニョーレ）ジベルト3世・ダ・コッレッジョ (it:Giberto III) の支配を受けた時期を経て、ヴィスコンティ家（ミラノ公国）が1402年まで占領し、その後はテルツィ家 (it:Terzi (famiglia)) が支配した。

### グアスタッラ伯国／公国
1406年、テルツィ家はマントヴァ出身のグイード・トレッリ (it:Guido Torelli) にこの土地を譲り、1539年までトレッリ家 (it:Torelli (famiglia)) によって治められることになる。1428年にはグイード・トレッリにグアスタッラ伯爵の称号が与えられた。グアスタッラは伯爵領の中心となり、宮殿・城・教会・広場などの都市空間が整備され、ルネサンス都市として面目を一新した。1522年に没したアキッレ・トレッリ (it:Achille Torelli, conte di Guastalla) に男子はなく、唯一の女子ルドヴィカ・トレッリ (it:Ludovica Torelli) がグアスタッラ女伯（Contessa di Guastalla）となった。

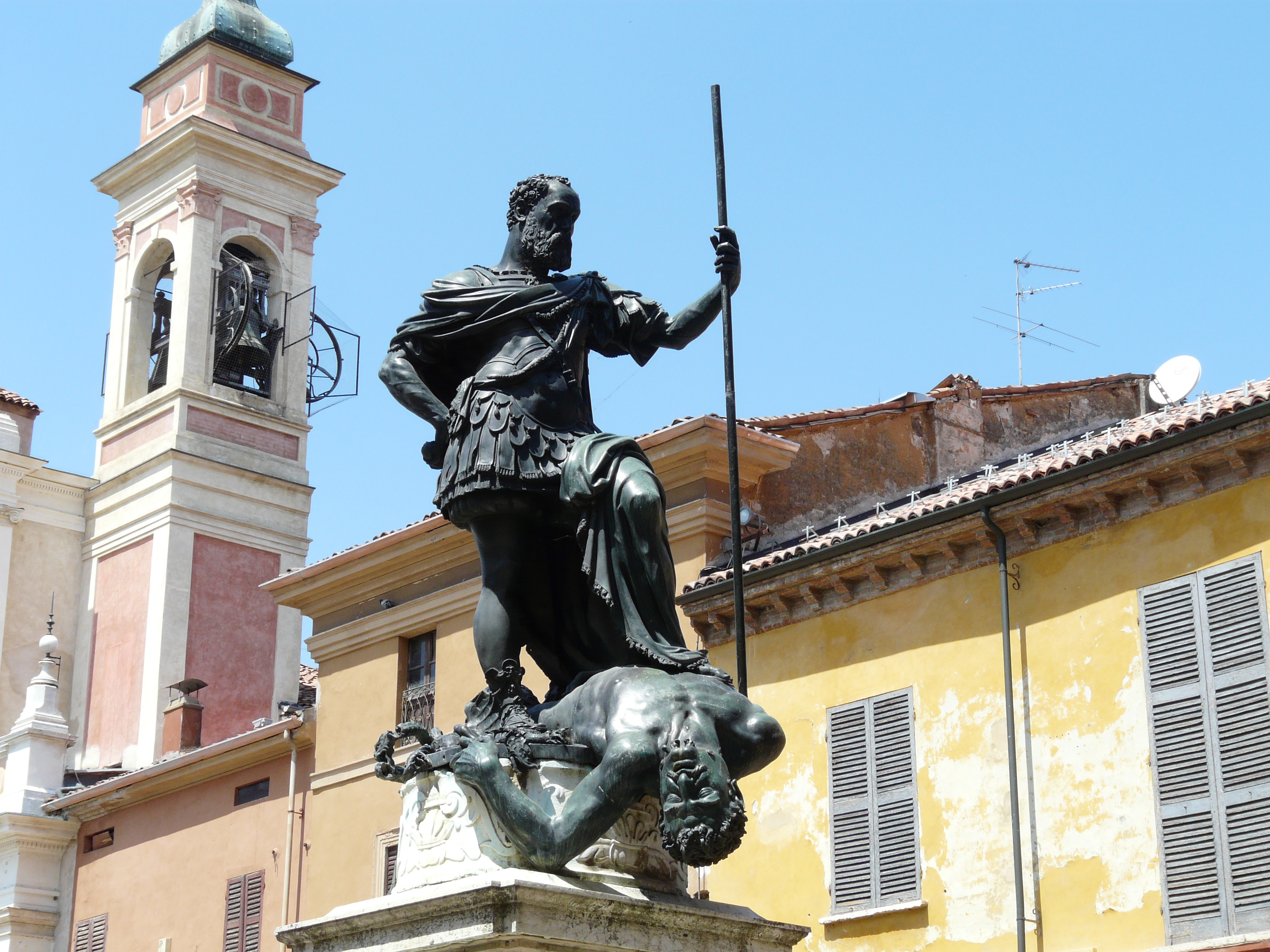
グアスタッラにあるフェッランテ1世・ゴンザーガの銅像

マントヴァ公ゴンザーガ家出身の傭兵隊長（コンドッティエーレ）フェッランテ1世 (it:Ferrante I Gonzaga) は、ポー川河畔のこの豊かな都市に着目し、自らの家門で所有することを図った。1539年10月3日、フェッランテ1世はルドヴィカから 22,280スクーディの金で伯爵領を買い取って神聖ローマ帝国に併合した。1541年、ミラノ公国からの独立を宣言したフェッランテ1世に対し、皇帝カール5世はグアスタッラの正式な領有権を認めた。
グアスタッラのゴンザーガ家（初代フェッランテ1世とその子孫）は、207年にわたってこの領土を治めた。この時期にグアスタッラは最大の繁栄期を迎え、その勢威は同時代の諸国家とも肩を並べるようになった。領主はグエルチーノやトルクァート・タッソ、ジョヴァンニ・バッティスタ・グァリーニなどの芸術家のパトロンとなった。グアスタッラの造幣局（1746年までこの街は独自の貨幣を発行していた）では、ガスパロ・モーラ (it:Gasparo Mola) が働いていた。3代目のフェッランテ2世 (it:Ferrante II Gonzaga) は1621年にグアスタッラ公爵に昇叙された。グアスタッラ公国（グアスタッラ公爵領）の領土も広がり、フェッランテ2世はレッジョーロを、4代目のチェーザレ2世 (it:Cesare II Gonzaga) はドーゾロとルッザーラをそれぞれ領土に加えた。
1627年にゴンザーガ家の宗家であるマントヴァ公爵家の直系が絶えると、マントヴァ公位はゴンザーガ家の別の分家（ヌヴェール公爵家）のカルロ1世がフランスを後ろ盾として継承するが、フェッランテ2世はこれに異を唱え、オーストリア・スペインを後ろ盾としてマントヴァ公位の相続を主張し、マントヴァ継承戦争（1628年 – 1631年）に発展した。
17世紀の終わりまで、グアスタッラの町は、グアスタッラ公国の首都として、一定の重要な役割を担っていた。

### 18世紀以後

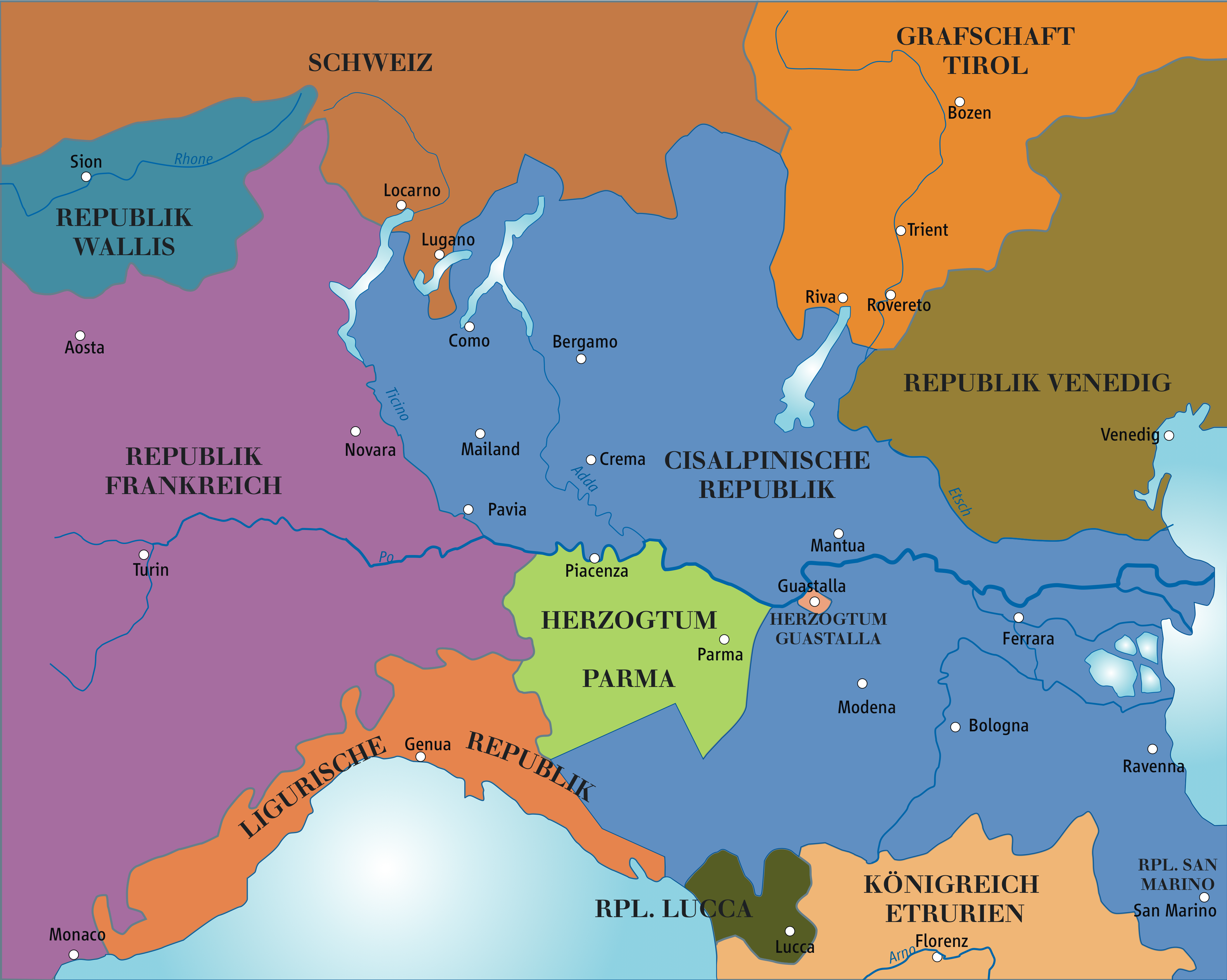
ナポレオン戦争期の北イタリア（ドイツ語表記）。チザルピーナ共和国に囲まれながらも、「グアスタッラ公国」は独自の領域を形成している。

戦略上の要地に位置するグアスタッラは、同時代で最も重要な要塞都市の一つであった。要塞の軍事的な役割は、軍事権力の象徴でもあり、またその失墜の予兆でもあった。1689年にはスペイン軍による攻撃を受け、要塞の要素である城壁を取り壊されてもいる。
ゴンザーガ家最後のグアスタッラ公である8代目のジュゼッペ・マリーア (it:Giuseppe Maria Gonzaga) は、1729年に兄の死により公爵となる。ポーランド継承戦争（1733年 - 1738年）中の1734年には、フランス・サルデーニャ連合軍とオーストリア軍との間でグアスタッラの戦いが行われた。グアスタッラはフランスの占領下に置かれる。ジュゼッペ・マリーアは1738年に公爵に復帰するが、1746年に後継者を残さず没した。当時はオーストリア継承戦争（1740年 - 1748年）中であり、グアスタッラはオーストリア軍が占領した。
1748年のアーヘンの和約により、パルマ公のボルボーネ家（ブルボン＝パルマ家）がグアスタッラ公を兼ね、パルマ公国の一部となった（パルマ・ピアチェンツァ・グアスタッラ公国）。
ナポレオン戦争中の1806年、カミッロ・フィリッポ・ボルゲーゼ（ナポレオンの妹ポーリーヌの夫）がグアスタッラ公となった。
ナポレオン戦争後、ナポレオン1世の皇后であったマリア・ルイーザがパルマ女公となると、グアスタッラ公爵領は再びパルマ公国の一部となった。1847年にマリア・ルイーザが死去すると、パルマ公の称号と領土はブルボン＝パルマ家の手に戻るが、グアスタッラをはじめとする飛び地（グアスタッラ、ルッザーラ、レッジョーロ）はモデナ公国に割譲された。イタリア統一運動の中で1859年にモデナ公国は解体され、1860年にサルデーニャ王国に編入された。1861年にグアスタッラはイタリア王国の一部となった。

## 行政

### 分離集落
グアスタッラには以下の分離集落（フラツィオーネ）がある。
- San Giacomo, San Girolamo, San Martino, San Rocco, Tagliata

## 経済・産業
グアスタッラには、白物家電（ホーム・アプライアンス）大手スメグ社 (Smeg (appliances)) の本社がある。スメグ社の本来の名は Smalterie Metallurgiche Emiliane Guastalla （エミリア・グアスタッラの金属エナメル加工所）で、1948年、グアスタッラにおいて Vittorio Bertazzoni によって創業された。

## 姉妹都市
- フォルカルキエ、フランス 1981年
- ジョヴィナッツォ、イタリア 2004年
- ガビッチェ・マーレ、イタリア 2009年